# Нефть (компания)

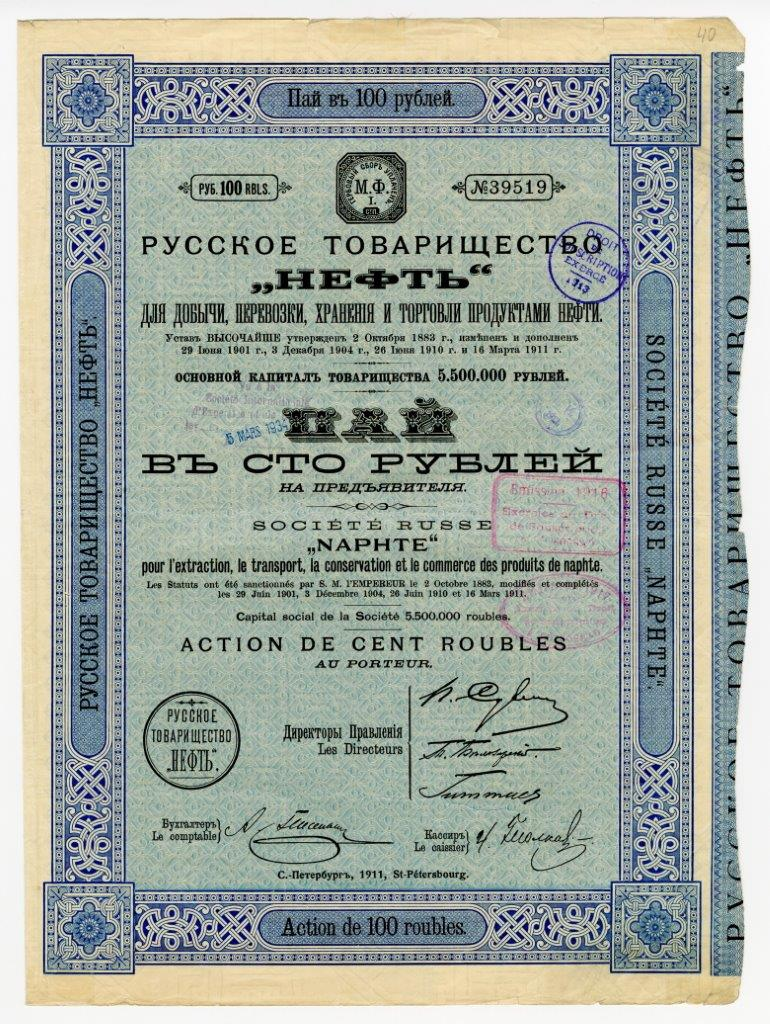
Пай в 100 руб. на предъявителя Русского товарищества «Нефть». С.-Петербург, 1911 г.

«Русское товарищество „Нефть“ для добычи, перевозки, хранения и торговли продуктами нефти» было зарегистрировано в Санкт-Петербурге в 1883 г. с целью выполнения задач, обозначенных в названии компании. Устав Товарищества был высочайше утверждён 2 октября 1883 г., после чего неоднократно изменялся и дополнялся, в последний раз — 16 марта 1911 г. Первоначальный основной капитал составлял 2 млн руб., в 1913 году — 16,5 млн руб.
Как и у основанного четырьмя годами ранее Товарищества нефтяного производства братьев Нобель основным местом промысла в первые годы существования «Нефти» был Бакинский нефтегазоносный район, однако впоследствии Русское товарищество «Нефть» стало первой солидной Бакинской фирмой, обратившей внимание на отдаленный от промышленных центров Ухтинский нефтяной район. Как явствует из исторических хроник «мотивом начала работ в этой области явились результаты казенных разведок, производившихся под руководством горного инженера Стукачева». 
Товарищество купило первые отводы в 1911 г., а спустя два года приступило к разведке и освоению месторождений.
Ценные бумаги товарищества были допущены к обращению на Санкт-Петербургской и Парижской биржах. В 1904 году приобретает общество «Т. Г. Тумаев», а в 1912 году — общество И. Н. Тер-Акопова. Владело промыслами в Бакинском, Грозненском, Ферганском и Ухтинском районах, оптовыми складами, пароходством «Проводник», двумя керосиновыми и сернокислотным химическим заводами в Баку, вагонами-цистернами (1510 шт.) для перевозки нефтепродуктов, нефтеналивными станциям, станциями с резервуарами в городе Батум для экспорта нефтепродуктов (керосина). 
Входило в так называемую Большую тройку нефтепромышленных компаний, наряду с такими гигантами как «Бранобель» и «Лианозова Г. М. сыновей». В 1911 году принимает участие в образовании общества «Эмба» (15 % акций). В 1912 году вошло в основу созданной «Русской генеральной нефтяной корпорацией». В 1913 году приобретает общество «И. Колесников». Чистая прибыль за тот же год составила 3,27 млн руб. В 1916 году начало разведку в районе города Ухта, первым обнаружив первые признаки нефти в области, которую впоследствии назовут Тимано-Печорской нефтегазоносной провинцией. С 1914 году возглавлялась Т. В. Белозерским. По некоторым данным по объёмам добычи нефти в дореволюционной России Русское товарищество «Нефть» входило в так называемую Большую тройку нефтепромышленных компаний, наряду с такими гигантами как Бранобель и Товарищество нефтяного производства Лианозова сыновей. На 1915 год активы общества составляли 61,73 млн руб., а добыча — 15 млн пудов.